# オスタフィエヴォ国際空港
オスタフィエヴォ国際空港 (ロシア語: Междунаро́дный аэропо́рт «Оста́фьево») (IATA: OSF, ICAO: UUMO)はロシア連邦モスクワ州ポドリスクに位置する国際空港。

## 概要
ガスプロム傘下の航空会社ガスプロムアヴィアが保有している。2000年に空軍基地の跡地に開業し、ガラス張りのターミナルやビジネスジェット向けの機内食ケータリング施設が整備されている。
ビジネスジェットのための国際空港として位置づけられており、公式サイトにはOstafyevo Business International Airportの表記がある。2014年現在、定期便は存在しない。
ガスプロムアヴィアおよびチャーター貨物航空会社のShar Inkが拠点としている。